# Sacra Corona Unita

Apulien in Italien

Die Sacra corona unita (italienisch: Heilige vereinigte Krone, auch Mafia pugliese oder SCU) ist eine italienische Mafia-Organisation, die aus Apulien stammt.

## Entstehung
Die SCU stammt aus dem Versuch der Ausdehnung der Nuova Camorra Organizzata in den frühen 1980er Jahren. So entstand die Nuova Camorra Pugliese im Jahre 1981. Am 25. Dezember 1983 gründete Giuseppe Rogoli die SCU im Gefängnis von Lecce. Ab 1987 erschien die Rosa dei venti, die eine Ausgründung der Sacra Corona Unita ist.

### Aufbau
Die SCU ist eine föderale Organisation mit 47 unabhängigen Clans, die etwa 1600 ständige Mitglieder einschließen. Sie wird von Giuseppe Rogoli gelenkt. Der ehemalige Boss Filippo Cerfeda hat sich nach seiner Verhaftung als Kronzeuge zur Verfügung gestellt.
Das Zentrum des Einflussbereiches liegt nach wie vor in Apulien in den Provinzen Brindisi, Lecce und Bari. 
Die SCU weist eine stark hierarchische Struktur auf, unten angefangen mit sogenannten Camorristi oder Picciotti, darüber Sgarristi, Santisti, Evangelisti, Trequartino und schließlich dem Crimine als Oberhaupt der Organisation. Unterteilt ist die SCU hierbei in die Società Minore (der die Camorristi oder Picciotti angehören), die Società Maggiore (der die Sacrristi und Santisti angehören) und schließlich die Società Segreta, der die übrigen Grade angehören. Diese bildet dabei gleichzeitig den Rat der Organisation.

### Tätigkeiten
Die Organisation ist stark involviert in die Einschleusung vor allem albanischer illegaler Einwanderer nach Italien. Gleichzeitig ist sie bekannt dafür, Albanerinnen in die Zwangsprostitution zu bringen. Sie verfügt über gute Verbindungen zur organisierten Kriminalität Kolumbiens. Die SCU ist am Drogenhandel um die Adria erheblich beteiligt und arbeitet hierbei stark mit albanischen Banden zusammen. Auffällig geworden ist sie durch ihre Brutalität bei internen Auseinandersetzungen. Die Opfer dieser Auseinandersetzungen werden oft verstümmelt und dann getötet.

### Ausbreitung
Die SCU ist neben ihrem Heimatland Italien auch in vielen anderen europäischen Ländern aktiv. Darunter sind Deutschland, Griechenland, Belgien, Niederlande, Serbien, Albanien und die Türkei. Außerhalb Europas tritt die SCU auch in den USA, Argentinien und Australien auf.
Laut einem Bericht der Ostsee-Zeitung sollen zur Geldwäsche auch Immobilien in Ferienorten der deutschen Ostseeküste genutzt werden.